# Список дипломатических миссий Объединённых Арабских Эмиратов
Список дипломатических миссий Объединённых Арабских Эмиратов — перечень дипломатических миссий (посольств) и генеральных консульств Объединённых Арабских Эмиратов в странах мира (не включает почётных консульств).

## Европа
- Австрия
  - Вена (посольство)
- Армения
  - Ереван (посольство)[1]
- Беларусь
  - Минск (посольство)
- Бельгия
  - Брюссель (посольство)
- Великобритания
  - Лондон (посольство)
- Германия
  - Берлин (посольство)
  - Мюнхен (генеральное консульство)
- Греция
  - Афины (посольство)
- Ирландия
  - Дублин (посольство)
- Испания
  - Мадрид (посольство)
- Италия
  - Рим (посольство)
- Нидерланды
  - Гаага (посольство)
- Польша
  - Варшава (посольство)
- Португалия
  - Лиссабон (посольство)
- Россия
  - Москва (посольство)
  - Махачкала (генеральное консульство)
- Румыния
  - Бухарест (посольство)
- Франция
  - Париж (посольство)
- Черногория
  - Подгорица (посольство)
- Швеция
  - Стокгольм (посольство)

## Азия
- Афганистан
  - Кабул (посольство)
- Азербайджан
  - Баку (посольство)
- Бангладеш
  - Дакка (посольство)
- Вьетнам
  - Ханой (посольство)
- Индия
  - Нью-Дели (посольство)
  - Мумбаи (генеральное консульство)
- Индонезия
  - Джакарта (посольство)
- Казахстан
  - Астана (посольство)
- Китай
  - Пекин (посольство)
  - Гонконг (генеральное консульство)
  - Шанхай (генеральное консульство)
- Республика Корея
  - Сеул (посольство)
- Малайзия
  - Куала-Лумпур (посольство)
- Пакистан
  - Исламабад (посольство)
  - Карачи (генеральное консульство)
- Сингапур
  - Сингапур (посольство)
- Таиланд
  - Бангкок (посольство)
- Туркменистан
  - Ашхабад (посольство)
- Узбекистан
  - Ташкент (посольство)
- Филиппины
  - Манила (посольство)
- Шри-Ланка
  - Коломбо (посольство)
- Япония
  - Токио (посольство)

## Средний Восток
- Бахрейн
  - Манама (посольство)
- Иордания
  - Амман (посольство)
- Ирак
  - Багдад (посольство)

- Йемен
  - Сана (посольство)
- Катар
  - Доха (посольство)
- Кувейт
  - Кувейт (посольство)
- Ливан
  - Бейрут (посольство)
- Оман
  - Маскат (посольство)
- Саудовская Аравия
  - Эр-Рияд (посольство)
  - Джидда (генеральное консульство)
- Сирия
  - Дамаск (посольство)
- Турция
  - Анкара (посольство)
  - Стамбул (генеральное консульство)

## Америка
- Аргентина
  - Буэнос-Айрес (посольство)
- Бразилия
  - Бразилиа (посольство)
- Канада
  - Оттава (посольство)
- Мексика
  - Мехико (посольство)
- США
  - Вашингтон (посольство)
  - Нью-Йорк (генеральное консульство)

## Африка
- Алжир
  - Алжир (посольство)
- Египет
  - Каир (посольство)
- Ливия
  - Триполи (посольство)
- Мавритания
  - Нуакшот (посольство)
- Марокко
  - Рабат (посольство)
- Нигерия
  - Абуджа (посольство)
- Сенегал
  - Дакар (посольство)
- Судан
  - Хартум (посольство)
- Танзания
  - Дар-эс-Салам (посольство)
- Тунис
  - Тунис (посольство)
- ЮАР
  - Претория (посольство)

## Океания
- Австралия
  - Канберра (посольство)

## Международные организации
- - Брюссель (представительство при ООН)
  - Женева (постоянное представительство при ООН и других международных организациях)
  - Каир (постоянное представительство при ЛАГ)
  - Нью-Йорк (постоянное представительство при ООН)